# Gerichtsamt Geithain
Das Gerichtsamt Geithain war in den Jahren zwischen 1856 und 1879 die unterste Verwaltungseinheit nach der Abschaffung der Patrimonialgesetzgebung im Königreich Sachsen. Es hatte seinen Amtssitz in der Stadt Geithain, südöstlich von Leipzig.

## Geschichte
Nach dem 1854 erfolgten Tod des Königs Friedrich August II. von Sachsen wurde unter dessen Nachfolger  König Johann nach dem Vorbild anderer Staaten des Deutschen Bundes die Abschaffung der Patrimonialgesetzgebung verordnet. An die Stelle der bisher im Königreich Sachsen in Stadt und Land vorhandenen Gerichte der untersten Instanz traten die zentral gelegenen Bezirksgerichte und Gerichtsämter in nahezu allen größeren Städten. Die Details der Verwaltungsreform regelte das sächsische Gerichtsverfassungsgesetz vom 11. August 1855 und die Verordnung über die Bildung der Gerichtsbezirke vom 2. September 1856.
Stichtag für das Inkrafttreten der neuen Behördenstruktur im Königreich Sachsen war der 1. Oktober 1856. Das neugebildete Gerichtsamt Geithain unterstand zunächst dem Bezirksgericht Rochlitz. Nachdem dieses 1860 aufgehoben wurde, kam das Gerichtsamt Geithain in den Sprengel des Bezirksgerichtes Borna.
Die Zivil- und Kriminalgerichtsbarkeit im Weichbild der Stadt wurde in allen ihren Zweigen vom Gerichtsamt Geithain verwaltet. Die Polizei und die Polizeigerichtsbarkeit aber stand, mit Ausnahme des Pass- und Fremdenwesens, welches auch das Gerichtsamt Markranstädt verwaltete, dem Bürgermeister und städtischem Rat zu, dem somit die gesamte Wohlfahrts-, Sicherheits-, Gewerbe- und Gesindepolizei  sowie das Innungswesen unterstand.
Der Sprengel des Gerichtsamts Geithain umfasste folgende Ortschaften:
| - Geithain - Altdorf - Bruchheim - Ebersbach - Eckersberg - Frauendorf - Hermsdorf - Hopfgarten | - Kolka - Narsdorf - Nauenhain - Niederfrankenhain - Niedergräfenhain - Niederpickenhain - Oberfrankenhain - Oberpickenhain | - Ossa - Ottenhain - Seifersdorf - Syhra - Tautenhain - Theusdorf - Wenigossa - Wickershain |

Nach der Neustrukturierung der Gerichtsorganisation gemäß dem Gesetz über die Organisation der Behörden für die innere Verwaltung vom 21. April 1873 gingen die Verwaltungsbefugnisse der Gerichtsämter zum 15. Oktober 1874 auf die umgestalteten bzw. neu gebildeten Amtshauptmannschaften über.
Seitdem das bisherige königliche Gericht als königliches Gerichtsamt bezeichnet wurde, führte sein Vorstand den Titel Gerichtshauptmann.
Das Gerichtsamt Geithain wurde im Zuge der Neustrukturierung der sächsischen Gerichtsorganisation gemäß dem Gesetz über die Organisation der Behörden für die innere Verwaltung vom 21. April 1873 in die am 15. Oktober 1874 neugeschaffene Amtshauptmannschaft Borna mit Sitz in der Stadt Borna integriert.
1879 wurde das Gerichtsamt Geithain auf Grund des Gesetzes über die Bestimmungen zur Ausführung des Gerichtsverfassungsgesetzes im Deutschen Reich vom 27. Januar 1877 und des Gesetzes über die Zuständigkeit der Gerichte in Sachen der nichtstreitigen Gerichtsbarkeit vom 1. März 1879 durch das neugegründete Amtsgericht Geithain abgelöst.

## Schriftliche Überlieferung
Die Archivalien des Gerichtsamts Geithain werden als Bestand 20090 Gerichtsamt Geithain heute im Sächsischen Staatsarchiv – Staatsarchiv Leipzig verwaltet. Dieser Bestand umfasst 4,8 laufende Meter Archivgut aus den Jahren 1835 bis 1879.

## Weblink
- Eintrag zum Gerichtsamt Geithain im Digitalen historischen Ortsverzeichnis von Sachsen